# 얄마리 파릭카

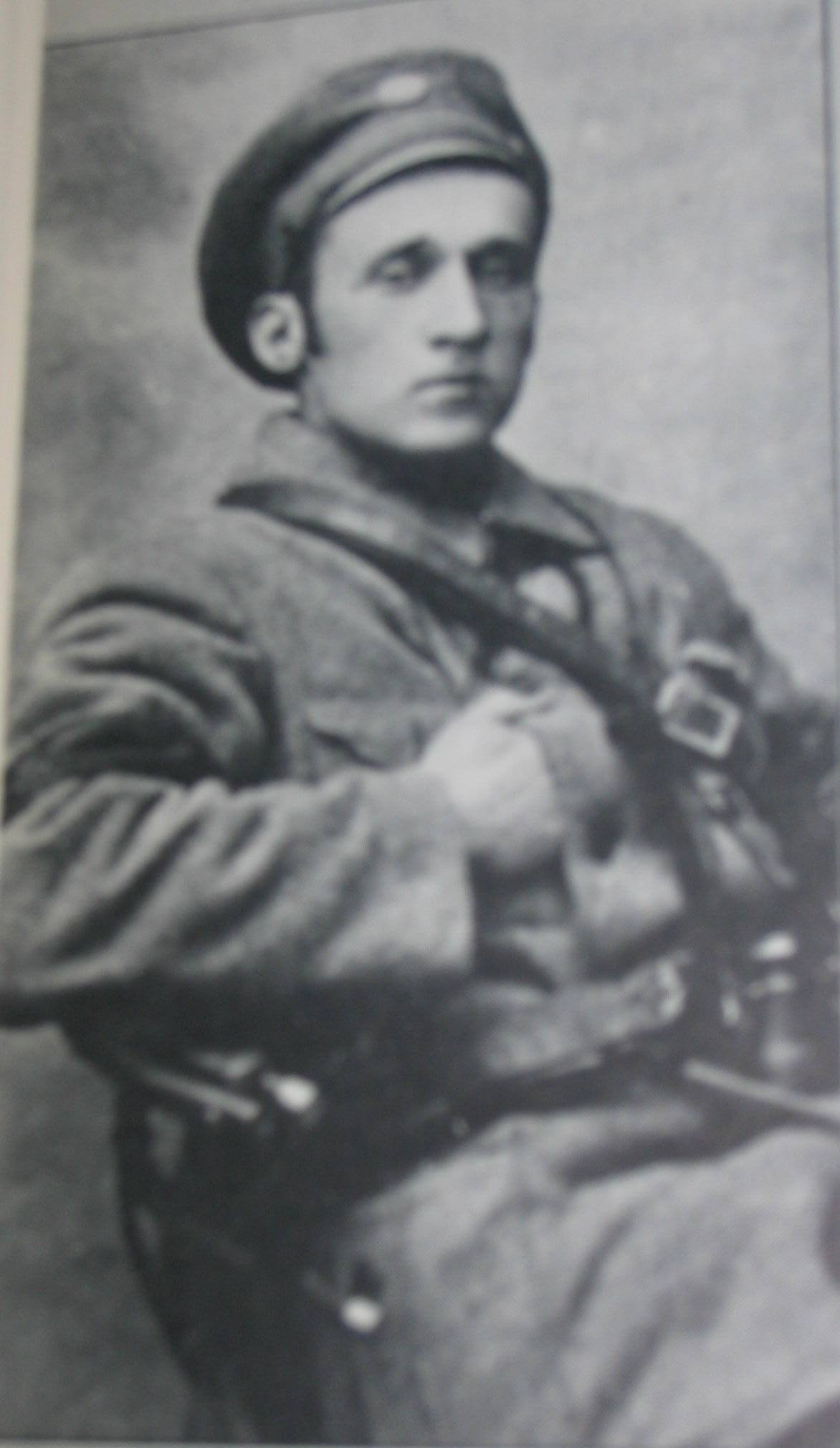

얄마리 파비안 파릭카(핀란드어: Hjalmar Fabian Parikka)1891년 10월 16일 - 1959년 3월 27일)는 핀란드의 배우, 연극인이다.
핀란드 동부의 소르타발라에서 태어나 러시아의 수도 페테르부르크에서 유학했다. 1910년부터 카야니의 유랑극단 단원으로서 배우 생활을 시작했다. 조판공 기술도 익혔다. 1918년 핀란드 내전이 발발했을 당시 파릭카는 엔소의 노동자극장 단장이었다. 지역 적위대 대장으로 임명되어 비푸리 전투에 참전했다. 파릭카는 핀란드 백군에게 포로로 잡혔고, 사형을 선고받았으나 종신형으로 감형되었다.
1921년 대사면으로 풀려난 뒤 포리, 비푸리, 미켈리, 바사 등지의 노동자극장에서 미술감독 일을 했다. 1920년대 후반부터는 비푸리 시립극장에서 배우로 연기했다. 1938년에서 1958년까지 50회 이상 영화에 출연했다.